# حمى (مرض)
الحمى هي عرض مرضي شائع يوصف بأنه ارتفاع في درجة حرارة الجسم الداخلية إلى مستوى أعلى من الطبيعي (درجة الحرارة الفمّية الطبيعيّة 36.8±0.7 °م)
ارتفاع حرارة الجسم (هناك توازن في حرارة الجسم لتظلّ ثابتة عند 37°، فعند البرد؛ يرفع حرارته بتحريك العضلات إراديا أوتقليصها لا إراديا بالارتعاش وبسدّ أفواه الشّرايين، ويخفض الحرارة بالعرق وفتح أفواه الشّرايين عند الحرّ، تساهم في هذا التّوازن بعض الغدد، لكن لدى الرّضيع هذا الميزان غير ناضج وناقص، لذا فهو بحاجة إلى تدخّلنا لتغطيته عند البرد وتخفيف لباسه عند الحرّ).
الحمّى تمثّل إحدى أسلحة الجسم لمقاومة المرض فينبغي أن نعينه على ذلك بالأغطية لرفع حرارته وكذا الرّاحة الكاملة التي تترك له كلّ الدّمّ والطاقة وبالتّالي دفاعاته من الكريّات البيضاء لمقاومه المرض فلا تحوّل وجهتها إلى العضلات وتقلّصاتها فيضعف الجسم عن المقاومة ويشتد المرض وتطول مدّته.

## حمّى التّيفوئيد
ونظائرها «ا» و«ب» و«ج»: أمراض تعفّنية ومُعدية تسبّبها عصيّات جرثومية من نوع عصيّات السّالمونيل. 
تتمّ حضانتها الصّامتة في الأمعاء وتدوم أسبوعين على الأكثر، بعدها مرحلة الغزو (الأسبوع الأوّل من المرض)، في دفعات مسبّبة ارتفاعا حراريا مذبذبا أعلاه 40° مع اضطرابات هضمية يشخَّص فيها المرض بزراعة الدّمّ، تعقبها مرحلة الشّدّة (الأسبوع الثّاني) بسقف حراري متواصل وانخساف المزاج (ذهول ولامبالات حتّى الهذيان) وأضرار بطنية أهمّها إسهال خطير.. بعدها يتحسّن المريض ويدخل في نقاهة سريعة إذا عولج بمرديات من نوع الكلورانفينيكول.
هذه الأمراض التّعفّنية تنتقل عن طريق الماء الملوّث خاصّة في القرى حيث يتوفّر الماء الغير صالح للشّرب، أو الخضروات التي غسلت بماء ملوّث أو سقيت بالماء الحارّ وكذا عن طريق حليب غير مطبوخ أو غير مبَسْتر ولا معقّم أو مشتقّات هذا الحليب الملوّث، أو عن طريق بلح البحر (الذي يتغذّى على ماء بحر ملوّث بالماء الحارّ)، أو المطاعم ومخازنها الملوّثة بأيدي طبّاخ غير مصاب لكن ناقل سالم (يعرف عند زراعة برازه) أو مثلّجات ملوّثة إمّا بماء متّسخ أو بحليب ملوّث أو بأيدي ملوّثة..
ينقسم علاجه الوقائي إلى قسمين، من جهة التّلقيح، ومن جهة أخرى الاحتياطات ضدّ عدواه الغذائية.

## حمّى المستنقعات

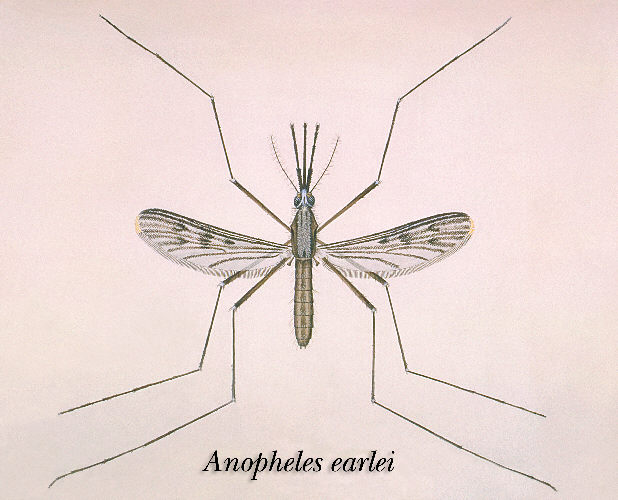
بعوضة أنوفيل

(أو برداء أو ملاريا) داء طفيلي تنقله أنثى البعوض – تدعى أنوفيل- بعد أن تكون قد التقطته من مصاب آخر.
بعد حضانة صامتة تدوم 10- 20 يوما، تبدؤ مرحلة الغزو بألم بطني وصداع رأسي وإرهاق عضلي وقيء، تتبعها مرحلة الشّدّة بنوبات حرارية مثلّثة أو مربّعة (كلّ ثلاثة أو كلّ أربعة أيّام في الأسبوع) يُعلِن قدومها طنين في الأذن.. تبدؤ برعشة فحمّى جدّ مرتفعة (°40) فتعرّق غزير، ويتعاقب هذا التّتابع أحيانا يوميا مفضيا إلى فقر دم مميت إذا لم يتمّ العلاج (مشتقّات الكينا) وتكرّرت اللّسعات.
خطورة هذا الدّاء تكمن في انتشاره الكبير، خاصّة في مناطق استيطانه (إفريقيا الاستوائية) لذا يتطلّب احتياطات متشدّدة تهمّ تعميم الدّواء والقضاء على البعوضة النّاقلة وعلى يرقاتها وعلى الاحتياطات الوقائية.

## حمّى نمشية

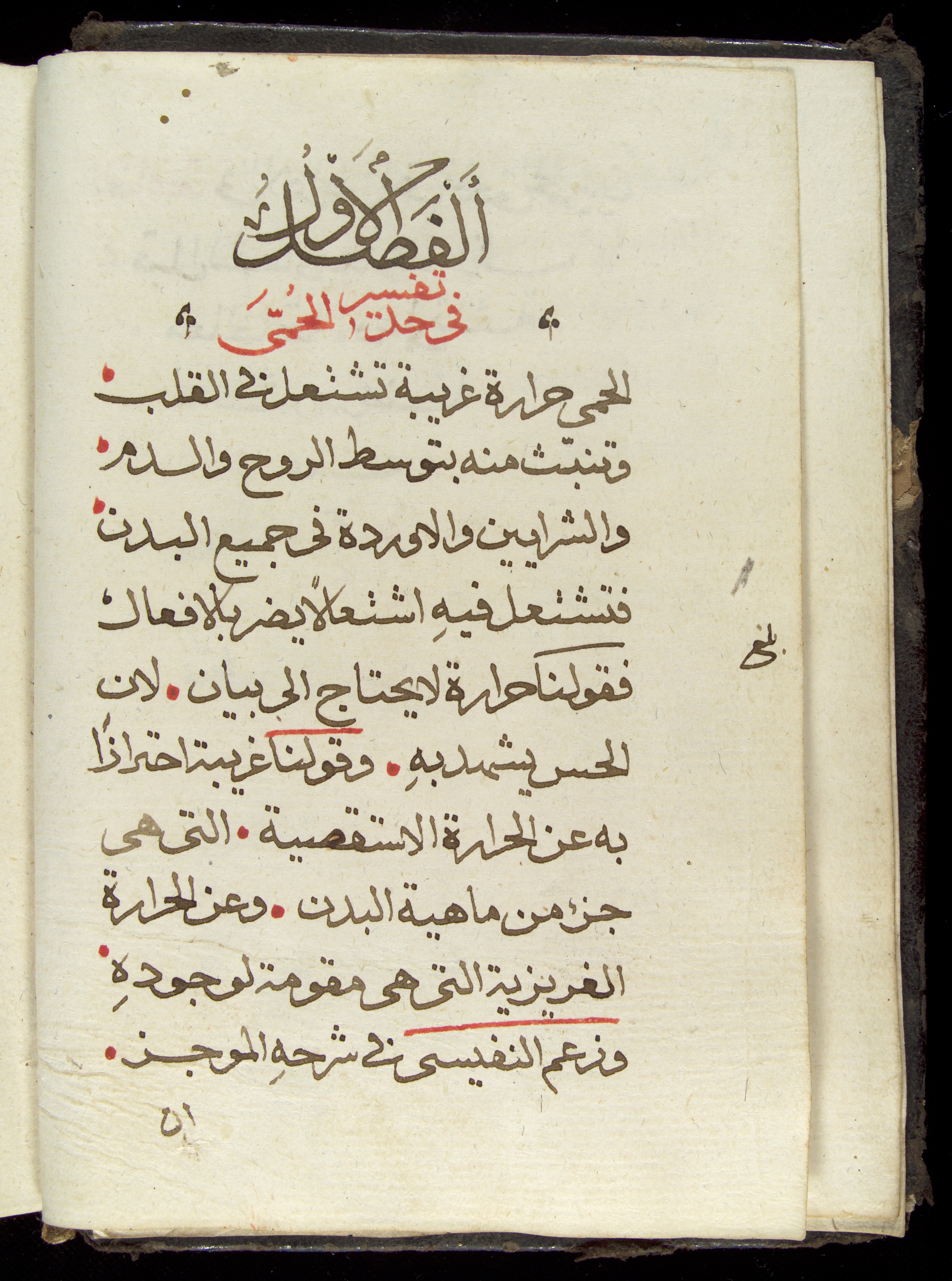

مرض تعفّني جرثومي، ينقله القمل، يتميّز بثلاثة اضطرابات؛ حمّى وطفح جلدي وانخساف المزاج.
يعالج بمرديات السّيكلين وبمقاومة القمل (تخليل الشّعر بمسحوق الـدّ.د.ت).